# Sex Songmausoleum
Sex Songmausoleum (宋六陵) är ett kejserligt gravfält från den kinesiska Songdynastin (960-1279). Gravfältet ligger 12 km sydost om Shaoxing i Zhejiang vid södra foten av berget Bao. Sex Songmausoleum är det största kinesiska kejserliga gravfältet söder om Yangtzefloden.
De sex första kejsarena under Södra Song (1127-1279) är begravda vid Sex Songmausoleum. Även kejsar Song Huizong från Norra Song begravdes här efter att hans kropp återlämnats enligt Shaoxings fredsfördrag år 1141. Även några kejsarinnor och höga ämbetsmän är begravda vid Sex Songmausoleum. Gravarna plundrades under Yuandynastin (1271-1368) och mellan 1930 och 1970 togs gravstenarna och de övre delarna av gravarna bort. I dag är de sex kejsargravarna märkta med var sitt heligt träd.

## Kejsargravarna
| Mausoleum | Gravsatta             | Position                                          | Not |
| --------- | --------------------- | ------------------------------------------------- | --- |
| Yongsi    | Kejsar Song Gaozong   | 29°56′10″N 120°41′47″Ö / 29.936155°N 120.696339°Ö | -   |
| Yongfu    | Kejsar Song Xiaozong  | 29°56′11″N 120°41′51″Ö / 29.936497°N 120.697476°Ö | -   |
| Yongchong | Kejsar Song Guangzong | 29°56′08″N 120°41′56″Ö / 29.935502°N 120.698840°Ö | -   |
| Yongmao   | Kejsar Song Ningzong  | 29°56′12″N 120°41′53″Ö / 29.936785°N 120.698086°Ö | -   |
| Yongmu    | Kejsar Song Lizong    | 29°56′40″N 120°41′54″Ö / 29.944376°N 120.698292°Ö | -   |
| Yongshao  | Kejsar Song Duzong    | 29°56′31″N 120°41′40″Ö / 29.941883°N 120.694483°Ö | -   |